# Gertrudis (película)
Gertrudis es una película biográfica mexicana de 1992 sobre la vida y ejecución de Gertrudis Bocanegra, una destacada insurgente de la Guerra de Independencia de México. Está protagonizada por Ofelia Medina y dirigida por Ernesto Medina.

## Reparto
- Ofelia Medina como Gertrudis Bocanegra
- Angélica Aragón como Pilar Molina
- Fernando Balzaretti como  Miguel Alzate
- Mónica Miguel como Nana
- Eduardo Palomo como Esteban Díaz
- César Évora como Pedro Advíncula
- Jorge Russek como Sr. Bocanegra

## Producción
La película se basó en "las dos únicas biografías escritas de esta mujer [Bocanegra]". Ofelia Medina, quien coescribió el guion con Eduardo Casar, afirmó: "Los documentos son mínimos, con muy pocas páginas; respetamos totalmente lo que dicen, pero era necesario crear un elemento de romance en torno a Gertrudis, ya que nada se sabe de sus relaciones personales".
Mónica Miguel fue elegida como la niñera purépecha anónima de Bocanegra (llamada "nana" en la película) que le enseña a Bocanegra el idioma purépecha. En una entrevista, la actriz comentó sobre la importancia general de su personaje: “Y es un personaje muy profundo, porque representa a toda la raza Purépecha, con toda su historia, y ojalá se hagan más películas relacionadas con nuestra cultura, tradiciones e historia".
La película se rodó en locaciones de Pátzcuaro, Erongarícuaro, Tzintzuntzan y Zirahuén.

## Premios
En 1993, Gertrudis ganó el Premio Ariel al Mejor Diseño de Vestuario (Mara González y Xóchitl Vivo). También fue nominada a Mejor Actriz de Reparto (Angélica Aragón), Mejor Tema Musical (Leonardo Velázquez) y Mejor Ópera Prima (Ernesto Medina).